# 徳島えり
徳島 えり（とくしま えり）は、日本のAV女優。

## 略歴・人物
2016年4月、マドンナの専属女優としてAVデビュー。
デビュー時は32歳で既婚、元地方局アナウンサーとされた。

## 出演作品

### アダルトDVD
2016年
- 元地方局アナウンサー 人妻 徳島えり AV Debut!!（4月7日、マドンナ）
- 本気(マジ)口説き 人妻編 25 ナンパ▶連れ込み▶SEX盗撮▶無断で投稿（5月1日、MAGIC）※「Eさん」名義　他出演:Mさん
- 生本番一発着床! 「貧乳ですみません…でもその分スケベだと思います(笑)」 美微乳妻の乳首は感度抜群ビンビコビン!!気持ちよすぎて自らおねだりゴム外し!!（5月1日、ヴィーナス）
- 綺麗な顔してドスケベな美人若妻ランジェリーモデルバイト 〜清楚人妻の夫に内緒で〜（5月6日、テクノブレイク）※「えり」名義
- 毎朝ゴミ出し場ですれ違う浮きブラ奥さん（5月7日、マドンナ）
- 友人の母親（6月1日、ヴィーナス）
- ヤラしい義父の嫁いぢり お義父さん、もう許して下さい…（6月7日、マドンナ）
- 人妻女教師 痴漢電車 〜女の本能を呼び起こす公然羞恥〜（7月7日、マドンナ）
- マジックミラー便 働く美女・スーツOL編 vol.03 全員黒パンストスペシャル! パンストに包まれた美脚と美尻を嗅がれ/舐められ/揉みしだかれて火照り出すオマ○コ! 勤務時間中なのに我慢できずデカチンSEX!! in銀座&新宿（7月21日、ディープス）他出演:神山なな、今井ゆあ ほか
- お姉様、本当フェラ好きねぇ!（7月25日、痴女ヘブン）
- 素人人妻とヤれる噂のナンパスポットをガチ検証ドキュメント（8月12日、S級素人）※「さとみ」名義　他出演:ちえ、みゆき
- 本番NGの熟女デリヘル嬢に媚薬を塗った極太チ●ポを素股させてみました 16（8月13日、熟女JAPAN）※「カスミ」名義　他出演:チカ
- 不徳の義母 夫以外、全員中出し。（8月19日、ヴィーナス）
- 狙われた人妻アナウンサー 恥辱の放送事故（8月25日、マドンナ）
- 完全顔出しガチナンパ! モテない男子の純情遅漏チ●ポに愛液トロトロ素股で女の子の素晴らしさ教えてあげてくれませんか? 素人娘の恥じらい編（9月23日、S級素人）他出演:斉藤みゆ、葵千恵、里美まゆ
- 丸ごと! 徳島えり8時間（12月1日、マドンナ）※ベスト版
- 密着セックス マンション管理人と人妻の不貞関係（12月19日、マドンナ）
- 妻に内緒で後輩に寝取らせたら… 巨根の快感にのけ反りビクビク連続痙攣（12月25日、乱丸）

2017年
- V 10周年記念 極太黒人解禁!! 女子アナ中出し拷姦（1月7日、ヴィ）
- 美熟女レズ解禁!! 娘の家庭教師レズビアンに抱かれたノンケ母（1月13日、ヒビノ）共演:安達かすみ
- 完全盗撮 同じアパートに住む美人妻2人と仲良くなって部屋に連れ込んでめちゃくちゃセックスした件。 其の六（2月7日、変態紳士倶楽部）他出演:坂本すみれ